# Candra
Candra – szósty album studyjny polskiej grupy muzycznej Moonlight. Wydawnictwo ukazało się 27 listopada 2002 roku nakładem wytwórni muzycznej Metal Mind Productions. W ramach promocji do utworu "Ronaa" został zrealizowany teledysk. Album był nominowany do nagrody polskiego przemysłu fonograficznego Fryderyka w kategorii Album Roku - Heavy Metal. Została wydana także w języku angielskim.
Według oświadczenia wystosowanego w 2002 roku przez zespół Moonlight, Daniel Potasz nie brał udziału w nagraniach albumu Candra.

## Lista utworów
Opracowano na podstawie materiału źródłowego.
1. "Ronaa" (sł.: Potasz; muz.: Konarska, Podciechowski, Kutys, Kaźmierski, Bors) - 4:04
2. "Luna II" (sł.: Potasz; muz.: Potasz, Konarska, Podciechowski, Kutys, Kaźmierski, Bors) - 4:16
3. "Meren-Re" (sł.: Potasz; muz.: Potasz, Konarska) - 4:45
4. "Dialog Ciała" (sł.: Potasz; muz.: Konarska, Podciechowski, Kutys, Kaźmierski, Bors) - 5:56
5. "Zobaczyć Siebie" (sł.: Konarska; muz.: Konarska) - 4:22
6. "Asuu" (sł.: Potasz; muz.: Konarska, Podciechowski, Kutys, Kaźmierski, Bors) - 13:25
7. "Luna" (sł.: Potasz; muz.: Potasz, Konarska, Bors) - 4:52
8. "Dobranoc" (sł.: Potasz; muz.: Potasz, Konarska) - 4:08

Wersja angielska
1. "Ronaa" (sł.: Potasz; muz.: Konarska, Podciechowski, Kutys, Kaźmierski, Bors) - 4:04
2. "Luna II" (sł.: Potasz; muz.: Potasz, Konarska, Podciechowski, Kutys, Kaźmierski, Bors) - 4:16
3. "Meren-Re" (sł.: Potasz; muz.: Potasz, Konarska) - 4:45
4. "Body Dialogue" (sł.: Potasz; muz.: Konarska, Podciechowski, Kutys, Kaźmierski, Bors) - 5:56
5. "To See Yourself" (sł.: Konarska; muz.: Konarska) - 4:22
6. "Asuu" (sł.: Potasz; muz.: Konarska, Podciechowski, Kutys, Kaźmierski, Bors) - 13:25
7. "Luna" (sł.: Potasz; muz.: Potasz, Konarska, Bors) - 4:52
8. "Goodnight" (sł.: Potasz; muz.: Potasz, Konarska) - 4:08

## Twórcy
Opracowano na podstawie materiału źródłowego.
| - Maja Konarska – śpiew - Andrzej Kutys – gitara - Michał Podciechowski – gitara basowa, gitara barytonowa - Daniel Potasz – instrumenty klawiszowe - Maciej Kaźmierski – perkusja - Marcin Bors – produkcja, gitara barytonowa, e-bow, gitara - Paweł Brzychcy – altówka | - A. Ch. Hejne – śpiew - Małgorzata Kogut – skrzypce - Andrzej "Gienia" Markowski – instrumenty klawiszowe - Agnieszka Żygadło – kontrabas - Ryszard Pakieser – zdjęcia - Michał Partyka – oprawa graficzna |